# Ahová nincs visszatérés (Csillagkapu)

## Ismertető
| Figyelem: Itt a Csillagkapu 4. évadjának cselekményét vagy a végkifejletet is olvashatod. |

A történet elején a csapat az eligazítóba tart, ahova Hammond tábornok hívta őket. Hammond bejátszik egy felvételt egy telefonbeszélgetésből, amelyen Martin Lloyd pontosan leírja, hogy hol található és mire való a csillagkapu. A hívó találkozni akar Jack O'Neill ezredessel egy étterembe.
A találkozó helyszínén Jack már várja Martint. Samantha és Daniel egy furgonból figyelik az eseményeket, míg Teal'c szakácsnak álcázza magát. Megérkezik Martin aki először egy csipogó eszközzel átvizsgálja Jack-et, hogy nem hallgatják-e le. A beszélgetés közben kiderül, a fickó mindent a tud a programról, persze Jack mindent tagad. A végén kiderül a beszélgetés fő témája: Martin bejelenti, hogy ő nem a földről származik. Ezalatt Carter kideríti a címét, ezért időhúzásként Jack elmegy Martinnal, aki bizonyítékként a hajóját akarja megmutatni.
A csapat másik három tagja átkutatja az "idegen" házát, ahol rengeteg UFÓ-s cuccot találnak. Daniel megtalálja a gyógyszeres szekrényt, ahol kész patikát találnák. Nyugtatók, antidepresszánsok egyéb altatók stb. Találnak egy naplót, ahol Martin leírta, hogy milyen furcsa esetek történtek vele.
Jack és Martin eközben a dzsungelszerű erdőbe sétálgatva nem találják meg a hajót. Dr. Fraiser a parancsnokságon kideríti, hogy a gyógyszerek közé ismeretlen anyagot kevertek. Sam és Daniel meglátogatják Martin pszichiáterét, aki természeten mindent a betegségnek tulajdonít.
Jack és Teal'c megszállnak egy motelben, ahol hirtelen kopogtatnak az ajtón. Martin az. Azt állítja, hogy betörtek a házába: egy fogpiszkálót támasztott az ajtónak, majd ő az ablakon mászott ki. Fél, hogy megölik, majd mutat egy cédulát, amin egy komplett csillagkapu cím található, ami szerinte arra a bolygóra visz, ahonnan ő származik. Jack elveszi a gyógyszereit, hátha azok miatt viselkedik furcsán Martin.
Daniel és Sam meglátogatja Martin munkahelyét, ahol nem találnak senkit és semmit, azonban három fegyveres túszul ejti őket. Miután egy székhez kötik őket, Martin hol létéről akarnak több információt.
Martinnak eszébe jut, hogy hol a hajója. Kiderült, hogy másik irányba fordultak... A központból azonnal kijön egy kutatócsoport, akik hanglokátorokkal felderítik, ám ez csak egy mentőkabin 4-5 ember számára. Martinnak közbe újabb emlékek kerülnek elő. Nem egyedül érkezett a bolygójáról, amit a Goa'uldok támadtak meg.
Sam és Daniel továbbra is foglyok. A kamera megmutatja a fogvatartók arcát. Az egyik dr. Peter Tanner, Martin pszichiátere. Jeleket fognak, hogy valaki hozzányúlt a hajóhoz. Martint csaliként használva sikerül kiszabadítani a Danieléket, ám a mentőkabint távirányítással felrobbantották.
Martinnak teljesen visszatér az emlékezete. Öten szöktek el, nem segítségért jöttek, hanem dezertőrök. Miután mindenki megnyugodott, a Jack, Martin és Teal'c átmennek a kapun a megadott címre. A bolygón romos, lakatlan kép fogadja őket. Mindenki meghalt. Martin visszatér a Földre, ahol megpróbál új életet kezd.

## Érdekességek
- Az epizód egyik főszereplője Martin Lloyd, aki később a Wormhole X-Treme! című sorozat rendezője lesz a 100. és 200. részben.
- Miközben a motelszobában pihennek, Teal'c és Jack egy 1951-es filmet néznek: "The Day the Earth Stood Still"-t amelyben egy emberszerű idegen látogat a Földre.

## Külső hivatkozások
- Stargate Wiki link (angolul)